# Peter Leidreiter
Peter Leidreiter (* 16. Juli 1966) ist ein ehemaliger deutscher Handballspieler, der zumeist auf der Position Rückraum Mitte eingesetzt wurde. Er spielte für alle drei schleswig-holsteinischen Bundesligisten.

## Karriere
Der 1,89 m große Rechtshänder wurde in der Jugend mit TuRa Harksheide Hamburger Meister und mit dem Norderstedter SV Deutscher B-Jugend-Vizemeister. Nachdem er mit dem Bramstedter TS in der Regionalliga den 2. Platz erreichte, wechselte er 1987 zum THW Kiel, wo er allerdings nur einen Einsatz in der Bundesliga bestritt. Anschließend kehrte er nach Bad Bramstedt zurück und stieg in die 2. Handball-Bundesliga auf. Daraufhin unterschrieb er beim Bundesligisten VfL Bad Schwartau. Zur Saison 1992/93 schloss er sich dem dritten Nordklub SG Flensburg-Handewitt an. In sechs Jahren wurde er zweimal Deutscher Vizemeister und gewann den EHF-Pokal 1996/97. 1998 wechselte er zum DHK Flensborg in die Regionalliga. Nachdem der gelernte EDV-Kaufmann berufsbedingt nach Bayern gezogen war, spielte er für den TSV Unterhaching in der Bayernliga. In der Saison 2000/01 half er noch einmal für vier Spiele beim Bundesligisten TuS Nettelstedt aus.

## Handball Bundesliga Statistik/Links
| Verein                 | Jahrgang      | Einsätze | Tore | davon 7m | Feldtore |
| ---------------------- | ------------- | -------- | ---- | -------- | -------- |
| THW Kiel               | 87/88         | 1        | 0    | 0        | 0        |
| VFL Bad Schwartau      | 90/91 – 91/92 | 51       | 155  | 18       | 137      |
| SG Flensburg Handewitt | 92/93 – 97/98 | 165      | 255  | 121      | 134      |
| TuS Nettelstedt        | 00/01         | 2        | 0    | 0        | 0        |
| Gesamt                 |               | 219      | 410  | 139      | 271      |

THW Kiel
- Handball-Bundesliga 1987/88

VFL Bad Schwartau
- Handball-Bundesliga 1990/91
- Handball-Bundesliga 1991/92

SG Flensburg Handewitt
- Handball-Bundesliga 1992/93
- Handball-Bundesliga 1993/94
- Handball-Bundesliga 1994/95
- Handball-Bundesliga 1995/96
- Handball-Bundesliga 1996/97
- Handball-Bundesliga 1997/98

## Handball EHF-CUP Statistik/Links
| Verein                 | Jahrgang | Einsätze | Spiele | Link              |
| ---------------------- | -------- | -------- | --- | ----------------- |
| SG Flensburg Handewitt | 95/96    | 8        | 1/16 Finale: SKAF Minsk (BLR) 1/8 Finale: Kolding IF (DK) 1/4 Finale: ASKI Ankara (TUR) Halbfinale: BM Granollers (ESP) -> aus im Halbfinale                                            | EHF-Pokal 1995/96 |
| SG Flensburg Handewitt | 96/97    | 10       | 1/16 Finale: Kadetten Schaffhausen (CH) 1/8 Finale: Banik Karvina (CZ) 1/4 Finale: Gorenje Velenje (SVN) Halbfinale: BM Granollers (ESP) Finale: Virum Sorgenfri (DK) -> EHF CUP Sieger | EHF-Pokal 1996/97 |
| SG Flensburg Handewitt | 97/98    | 10       | 1/16 Finale: Montpellier HB (FRA) 1/8 Finale: RK Pelister Bitola (MKD) 1/4 Finale: CBM Valladolid (ESP) Halbfinale: ZSKA Moskau (RUS) Finale: THW Kiel -> Finale verloren               | EHF-Pokal 1997/98 |
| Gesamt                 |          | 28       | |                   |

Quelle

## Privates
Peter Leidreiter ist verheiratet und hat eine Tochter und einen Sohn.